# 염철론
《염철론》(鹽鐵論)은 기원전 81년 중국 전한 조정에서 있었던 논쟁을 기록한 책으로, 10권 60책이며, 저자는 환관(桓寬)이다. 염철론이 저술되기 전의 황제인 한무제는 철과 소금을 국가에서 독점하는 염철전매(鹽鐵專賣) 정책을 펼쳤는데, 이 정책을 계속할 것인지가 논쟁의 주제였다. 무제가 죽고 나서 소제의 섭정인 곽광은 전국의 학자들을 수도 장안으로 불러모아 경제정책에 대한 토론을 하게 했다.

## 같이 보기
- 구축